# Колодій Зеновій Іванович

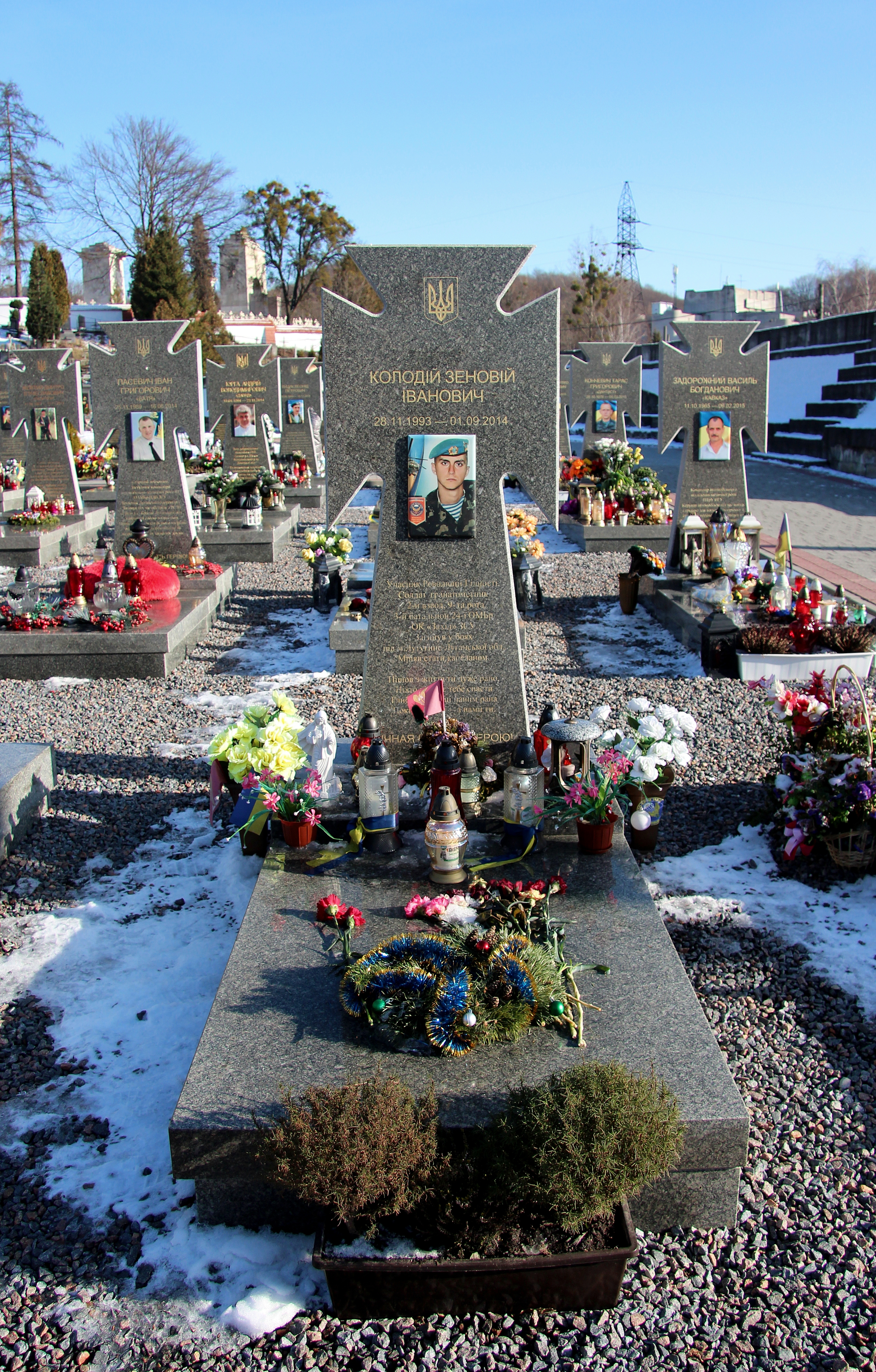

Зено́вій Іва́нович Колоді́й (нар. 28 листопада 1993 — пом. 1 вересня 2014) — солдат Збройних сил України, учасник російсько-української війни.

## Життєпис
Зеновій Колодій народився 28 листопада 1993 р. у Львові. Навчався у загальноосвітній школі № 18.
Потім вчився у ВПУ № 20 м. Львова разом з братом-близнюком Миколою за спеціальністю електромеханік з ремонту лічильно-обчислювальних машин.
У 2012—2013 роках проходив строкову військову службу у 80-му окремому аеромобільному ордена Червоної Зірки полку Сухопутних військ Збройних Сил України (військова частина А0284, місто Львів).
Солдат 24-ї окремої Залізної механізованої бригади, гранатометник.
Загинув 1 вересня 2014-го в бою біля міста Лутугине.
Похований 8 вересня 2014 року на полі почесних поховань № 76 на Личаківському кладовищі.
Залишились батьки та брат.

## Нагороди та вшанування
За особисту мужність і героїзм, виявлені у захисті державного суверенітету та територіальної цілісності України, вірність військовій присязі під час російсько-української війни, відзначений — нагороджений
- 14 березня 2015 року — орденом «За мужність» III ступеня (посмертно)[1]
- Його портрет розміщений на меморіалі «Стіна пам'яті полеглих за Україну» в Києві: секція 4, ряд 6, місце 6
- Вшановується в меморіальному комплексі «Зала пам'яті», в щоденному ранковому церемоніалі 1 вересня[2]
- 1 лютого 2023 року у ВПУ № 20 міста Львова відкрито Меморіал пам'яті загиблим Героям, випускникам, які полягли захищаючи Україну.[3]